# Pierrefonds-Roxboro
Pierrefonds-Roxboro – jedna z dziewiętnastu dzielnic Montrealu. Do 2002 roku Pierrefonds i Roxboro były samodzielnymi miastami. 1 stycznia 2002 razem z całą resztą dotychczas samodzielnych przedmieść zostały włączone do metropolii. Pierrefonds zostało połączone razem z Senneville w dzielnicę Pierrefonds-Senneville, natomiast Roxboro razem z Dollard-Des Ormeaux w dzielnicę Dollard-Des Ormeaux—Roxboro. Kiedy po referendum z 2004 roku część dawnych gmin, w tym Senneville i Dollard-Des Ormeaux, odłączyły się w 2006 roku, Pierrefonds i Roxboro zostały połączone w jedną dzielnicę.
Liczba mieszkańców Pierrefonds-Roxboro wynosi 65 041. Język angielski jest językiem ojczystym dla 32,5%, francuski dla 32,1% mieszkańców (2006).